# Habenaria mearnsii
Habenaria mearnsii är en orkidéart som beskrevs av Oakes Ames. Habenaria mearnsii ingår i släktet Habenaria och familjen orkidéer. Inga underarter finns listade i Catalogue of Life.